# 圣马丁剧院
圣马丁剧院（St. Martin's Theatre）是一座西区剧院，位于伦敦西区的西街。阿加莎·克里斯蒂的名剧《捕鼠器》自1974年3月上演，成为世界上连续演出最久的戏剧。
圣马丁剧院与毗邻的大使剧院同时建造，位於倫敦西區，均由建筑师 W. G. R.斯普拉格设计。后者在1913年开张，但是圣马丁剧院由于一战影响，3年后才得以开张。
1973年，圣马丁剧院列为二级登录建筑。